# Фукуяма, Фрэнсис
Ёсихиро Фрэ́нсис Фукуя́ма (англ. Yoshihiro Francis Fukuyama; 27 октября 1952, Чикаго) — американский философ, политолог, политический экономист и писатель. Старший научный сотрудник Центра по вопросам демократии, развития и верховенства права в Стэнфорде. До этого занимал должность профессора и руководителя программы международного развития в Школе перспективных международных исследований Университета Джонса Хопкинса. С февраля 2012 года — ведущий научный сотрудник Института международных исследований Фримена Спольи при Стэнфордском университете.
Фукуяма стал известен благодаря книге «Конец истории и последний человек» (1992), в которой провозгласил, что распространение либеральных демократий во всём мире может свидетельствовать о конечной точке социокультурной эволюции человечества и стать окончательной формой человеческого правительства. Его работа была переведена более чем на 20 языков и вызвала широчайший резонанс в научной среде и средствах массовой информации. Несмотря на то, что с момента выхода книги многочисленные события поставили под сомнение верность выдвинутой им идеи, Фукуяма по-прежнему придерживается концепции «конца истории». Впрочем, некоторые его политические взгляды претерпели значительные изменения: так в начале нового тысячелетия он резко отмежевался от неоконсервативного движения в американской политике, с которым прочно ассоциировался на заре своей карьеры.

## Биография
Фрэнсис Фукуяма родился 27 октября 1952 года в районе Гайд-парк города Чикаго, США. Его дед по отцовской линии бежал в Америку от русско-японской войны в 1905 году и успел открыть свой магазин на Западном побережье, прежде чем был интернирован в «военный центр перемещения» во время Второй мировой войны. Отец, Ёсихиро Фукуяма, американец-«нисэй», был верующим протестантом, защитил докторскую диссертацию по социологии религии в университете Чикаго и многие годы работал в Национальном совете Объединённой Церкви Христа. Мать Фрэнсиса, Тосико Кавата, родилась в Киото и была дочерью Сиро Каваты, основателя экономического факультета Киотского университета и первого президента муниципального университета Осаки. В 1949 году она отправилась в Америку, чтобы продолжить обучение, где и встретилась с будущим мужем. После рождения сына она стала домохозяйкой.
Фрэнсис был единственным ребёнком в семье Фукуяма. Своё детство он провел в Нью-Йорке, на Манхэттене. Он мало соприкасался с японской культурой и не изучал японский язык. В 1967 году, когда семья переехала в штат Пенсильвания, Фрэнсис поступил в старшую школу. Как впоследствии признавался он сам, академическая атмосфера, царившая в доме, оказала огромное влияние на формирование его личности, сделала его «продуктом академического семейства». В одном из интервью Фукуяма утверждал, что является «академиком от рождения», так как страсть к науке была унаследована им от дедушки.
Фрэнсис Фукуяма получил степень бакалавра искусств в антиковедении в Корнеллском университете, где изучал политическую философию под руководством Аллана Блума. Вначале он поступил в аспирантуру по сравнительному литературоведению в Йельском университете, побывал в Париже, где в течение шести месяцев учился у Ролана Барта и Жака Деррида, но разочаровался в выбранном направлении научного поиска и после возвращения в США переключился на политологию в Гарвардском университете. Там он учился у С. Хантингтона и Харви Мэнсфилда, среди других. «Хантингтон был моим учителем в Гарвардском университете и до сих пор остается моим другом», — впоследствии напишет Фукуяма. В 1981 году он получил докторскую степень по политологии в Гарварде за диссертацию по советской угрозе вмешательства на Ближнем Востоке. Однако ещё перед тем, в 1979 году (затем в 1983—1989 и 1995—1996 годах), он присоединился к стратегическому исследовательскому центру RAND Corporation — одному из старейших «мозговых центров» США.
Вскоре после защиты он получает приглашение работать гостевым лектором в университеты Калифорнии и Лос-Анджелеса. В 1981—1982 годы (затем в 1989) Ф. Фукуяма работает в Государственном департаменте США, сначала как специалист по вопросам ближневосточной политики, а затем в качестве заместителя директора по европейским военно-политическим вопросам, входит в состав американской делегации на переговорах по Палестинской автономии в Ливане, занимается вопросами советологии. Здесь он знакомится и довольно близко сходится со знаковой фигурой администрации Буша-младшего, Скутером Либби, будущим начальником штаба вице-президента Дика Чейни.
В конце 1980-х к Фукуяме приходит международная известность. Его статья «Конец истории?», опубликованная в неоконсервативном журнале отца его друга — И. Кристола, «National Interest» (1989) за 5 месяцев до падения Берлинской стены, приносит ему мировую известность, славу и влияние. В статье, вышедшей на фоне начавшегося обвала соцлагеря, Фукуяма сделал смелое предположение об универсальности и безальтернативности западной модели. В дальнейшем она перерабатывается в книгу «Конец истории и последний человек» (1992). Книга выдержала 20 изданий на более 20 языках и стала бестселлером в США, Франции, Японии, Чили. Фукуяма «… придумал теорию и броскую фразу, которые превратили его в интеллектуальную рок-звезду, — пишет колумнист журнала „Австралиец“ С. Бакстер, — Статья, напечатанная в маленьком журнале небольшим тиражом, буквально наэлектризовала весь академический мир. Размышления неизвестного госчиновника превратились в книгу, ставшую глобальным бестселлером».
После ошеломительного успеха, который последовал за публикацией статьи, Фукуяма сам принял решение уйти со службы в Госдепартаменте, чтобы сосредоточиться на написании книги. После того он занимал должность профессора государственной политики в Школе государственной политики при университете Джорджа Мейсона в период с 1996 по 2000 год. В 2001—2004 годах — член президентского совета США по биоэтике. До 10 июля 2010 года он был профессором международной политической экономии и директором Международной программы развития в Школе передовых международных исследований Университета Джонса Хопкинса в Вашингтоне, округ Колумбия. В настоящее время он старший научный сотрудник Freeman Spogli Institute for International Studies и резидент Центра по вопросам демократии, развития и правопорядка при Институте международных исследований Стэнфордского университета. 11 июля 2022 года российский оппозиционный лидер Алексей Навальный объявил, что Френсис Фукуяма войдёт в состав наблюдательного совета при международной антикоррупционной организации «Anti-Corruption Foundation».

## Научные работы и эволюция взглядов

### «Конец истории» и триумф Запада
Первая и наиболее известная книга Фукуямы «Конец истории и последний человек» была опубликована в 1992 году и моментально принесла своему автору такую известность, на которую он и сам никак не рассчитывал. Отмечая причины такой популярности, некоторые исследователи указывали на удачное совпадение места и времени публикации: книга была создана в условиях падения Советского Союза и всеобщей эйфории Запада.
Фукуяма осознавал, что для объяснения распада социалистической системы одних экономических факторов будет недостаточно, ему была необходима концепция, объясняющая не только переход стран второго мира к демократическим преобразованиям, но причины распада, казалось бы, «вечного» СССР. Поэтому американский политолог выбрал в качестве отправной точки своего исследования идеализм немецкого философа Гегеля и вслед за ним заявил, что человек радикально отличается от животных тем, что «желает» не только материальные предметы, но и «желания других людей»: «Иными словами, человек с самого начала являлся существом общественным: его собственное ощущение самоценности и идентичности тесно связано с оценкой, которую присваивают ему другие». Желание человека получить признание своего достоинства приводит его к кровавым битвам за престиж, в результате которых человеческое общество делится на класс господ, готовых рисковать своей жизнью, и класс рабов, которые уступают своему страху смерти. Демократические революции снимают противоречия между хозяином и рабом. Замена иррационального желания быть признанным выше других рациональным желанием быть признанным равным другим становится основой «конца истории». Таким образом, история обретает логический конец в либеральной демократии, когда всеобщее стремление к признанию полностью удовлетворено.
Человеческая модель борьбы за признание переносится Фукуямой и на международную арену. Учёный пишет: «Борьба за признание даёт нам возможность заглянуть внутрь международной политики. Жажда признания, приводившая когда-то к кровавым поединкам между бойцами, логически ведет к империализму и созданию мировой империи. Отношения господина и раба внутри одной страны зеркально повторяются на уровне государств, когда одна нация как целое требует признания и ведёт кровавый бой за верховенство». Соответственно, победа либеральной демократии знаменует собой окончание «исторических» конфликтов между государствами, например таких, как империализм: «Фундаментально невоинственный характер либерального общественного строя очевиден в необычайно мирных отношениях, которые страны с таким строем поддерживают друг с другом. <…> Но в отношениях между собой либеральные демократии демонстрируют мало недоверия или интереса к господству друг над другом. Они придерживаются одинаковых принципов всеобщего равенства и прав, и поэтому у них нет оснований оспаривать легитимность друг друга». Реальная политика (политика с позиции силы, по определению Фукуямы), соответственно, теряет своё значение. Основным источником взаимодействия между либеральными демократиями останется экономика.
Однако это не означает, что международные конфликты исчезнут раз и навсегда. Дело в том, что во время «триумфального шествия» либеральной демократии мир будет временно поделён на две части: историческую и постисторическую. Последняя будет включать в себя либеральные демократии. Что будет происходить с миром историческим? Учёный утверждает, что он в течение многих лет будет служить ареной конфликтов: «Такие страны, как Ирак и Ливия, будут вторгаться в пределы своих соседей и вести кровавые битвы. В историческом мире национальное государство останется главным центром политической идентификации». Конфликты между историческими и постисторическими государствами будут возможны: «Сохранится высокий и даже все возрастающий уровень насилия на этнической и националистической почве, поскольку эти импульсы не исчерпают себя и в постисторическом мире. Палестинцы и курды, сикхи и тамилы, ирландские католики и валлийцы, армяне и азербайджанцы будут копить и лелеять свои обиды. Из этого следует, что на повестке дня останутся и терроризм, и национально-освободительные войны». Однако крупных конфликтов между мирами не предвидится, поскольку для этого нужны крупные государства, находящиеся в рамках истории, но они уходят с исторической арены.
Учёный полагает, что в большинстве случаев, исторический и постисторические миры будут мало взаимодействовать друг с другом и вести почти параллельное существование. Нефть, иммиграция и вопросы мирового порядка (безопасности) будут возможными точками их соприкосновения. Взаимоотношения между мирами будет развиваться на основе реалистической политики.
За более чем двадцать лет, прошедшие с момента публикации книги, Фукуяма неоднократно отвечал своим критикам, уточнял и пояснял отдельные позиции в своих взглядах, вместе с этим сохраняя уверенность в отсутствии жизнеспособных альтернатив либеральной демократии. После событий 11 сентября политолог отметил, что исламский вызов оказывается не сильней социалистического: «Сменит ли конфликт между западными либеральными демократиями и радикальным исламизмом мир Холодной войны? На сегодняшний момент моё собственное наблюдение заключается в том, что вызов радикального ислама намного слабее вызова, брошенного социализмом».
Впрочем, некоторые взгляды Фукуямы претерпели изменения. Эволюция взглядов Фукуямы наиболее очевидна при рассмотрении вопроса о причинах исламского терроризма: если в книге «Конец истории и последний человек» он объясняет её как тимотическую жажду признания, то спустя десять лет с момента выхода книги учёный пришёл к выводу, что исламский радикализм является побочным продуктом модернизации и глобализации, которые влекут за собой аномию общества. Можно ли контролировать процесс модернизации таким образом, чтобы фрустрация общества не выливалась в международные конфликты? Да, отвечает Фукуяма, можно, с помощью «сильных» государств. В работах начала 21-го века политолог уделяет всё большее внимание проблеме авторитаризма и «сильных государств», всё более склоняясь к мнению, что авторитарные государства представляют собой реальную альтернативу либеральной демократии, тогда как ранее он полагал их нежизнеспособным временным перевалочным пунктом на пути к либеральной демократии.

### Изучение культуры и социальных отношений
В очередной книге «Великий разрыв» Фукуяма, сравнивая данные по развитым странам Запада, обнаружил, что с середины 1960-х в развитых странах резко усилились негативные явления, вызванные дезорганизацией семейных отношений, ростом преступности и падением доверия между людьми. Происходит резкое повышение уровня преступлений всех видов, растут бродяжничество, пьянство и т. п. Что касается института семьи, то и здесь наблюдается резкое падение рождаемости, постоянно растет уровень разводов, а также процент детей, рождённых вне брака. Самое главное, по мнению Фукуямы — рост недоверия между людьми, одновременный упадок доверия к общественным институтам и друг к другу. Всё это и есть, как назвал его Фукуяма, «великий разрыв» — рост состояния аномии, потери ориентации в жизни, некоей «промежуточности», когда старые нормы деформированы или разрушены, а новых ещё нет. Общество фрагментизируется, превращаясь в толпу одиночек.
Фукуяма считает, что успех капитализма в различных сообществах определяется не финансовыми факторами, а доверием. Именно оно обеспечивает экономическое благополучие общества. Чтобы бизнес вышел за границы семейного, отдельные семьи и предприятия должны доверять друг другу. Семья и государство существуют во всех современных сообществах. Остальные группы, находящиеся между этими понятиями, в разных обществах отличаются. Доверие — это способность людей объединяться вне пределов семьи и без помощи государства. Фукуяма анализирует влияние на экономический успех или неудачу современных сообществ такой культурной особенности, как доверие. Успешные, на его взгляд, сообщества (США, Германия, Япония) характеризуются высоким уровнем доверия. Менее успешные сообщества (по мнению Фукуямы, это не только Россия, Китай, но и Франция) похожи в том, что бизнес тут ведут семьи или государство, а ассоциации среднего уровня (общины, общества, кружки и т. п.) не развиты.

### Сильное государство
Впервые понятие сильное государство Фукуяма использовал в «Конце истории», однако если там он характеризовал сильное государство как временное препятствие на пути к демократическому обществу, то в книге 2004 года он возвращается к этой проблеме, чтобы исследовать какие преимущества даёт сильное государство. Во введении к этой книге политолог утверждает, что «слабые, некомпетентные или несуществующие правительства являются источником серьёзных проблем, особенно в развивающемся мире». Слабость или отсутствие государственности тянут за собой вереницу проблем: терроризм, иммиграцию, крайнюю бедность, СПИД и пр. Проблема «слабых» государств существует давно, но только события 11 сентября обнажили необходимость их решения. Фукуяма пересматривает взаимосвязь экономики и политики (политического управления). «Сильное» государство предотвращает процесс разжигания конфликтов и становится полезным приобретением неразвитых стран: ещё один факт эволюции взглядов Фукуямы. В 1990-е годы он выступал активным поборником минимальной роли государства в жизни общества (в особенности, в экономике). Излишне сильное правительство, по его мнению, приводило к подавлению гражданского общества, деформации рыночных отношений и даже возникновению «преступных сообществ». Кроме того, профессор отказывал государству в решающей роли в деле успешного становления экономики таких восточных государств, как Японии, Кореи, Тайваня. Появление книги «Сильное государство: Управление и порядок в XXI веке» для исследователей стало «неожиданным» и «интересным» поворотом. Ведь в ней Фукуяма пересмотрел свои позиции о необходимой степени централизации государства. Хотя децентрализованное принятие решений ближе к местным источникам информации: оно быстрее и лучше реагирует на изменение в локальном окружении; большое количество элементов создает конкуренцию и приводит к нововведениям…
Если в «Конце истории» Фукуяма называл основными методами поддержания мирового порядка (постисторического мира по отношению к историческому) — силовые (военные), то со временем он признаёт необходимость невмешательства в процесс демократизации обществ, тем более исключена возможность применения силы в этом процессе.
З. Г. Искандарова называет его основным современным защитником национального государства.

### Разрыв с неоконсерваторами
В 1997, 1998 годах Фукуяма вместе с видными неоконсерваторами и республиканцами подписывает открытые письма президенту Б. Клинтону, призывающие к «искоренению терроризма и его пособников», «решительной кампании по отстранению Саддама Хусейна от власти» в Ираке. Всего их было 14, 5 из которых подписал Фукуяма (в 1997, 1998, 2001 и 2004 годах). В письмах, подписанных политологом (1997—1998), лейтмотивом звучит призыв к свержению режима Саддама Хусейна. Так, например, в письме президенту Клинтону говорится о том, что американская внешняя политика (политика «сдерживания») по отношению к Ираку терпит крах. Необходимо выработать стратегию, которая отражала бы интересы как США, так и их союзников: «Единственная приемлемая стратегия — та, которая устраняет саму возможность применения Ираком оружия массового уничтожения. В долгосрочной перспективе это означает свержение Саддама Хусейна и его режима. Сегодня это должно стать целью американской внешней политики».
События 11 сентября только укрепляют веру Фукуямы в необходимости решительных действий по отношению к таким странам как Афганистан и Ирак. В статье «Соединенный Штат» (2 октября 2001) он говорит о том, что за последнее десятилетие Америка, «заигрывая» с изоляционизмом, отказывалась от участия в мировых делах. Произошедшая трагедия способна преодолеть американский изоляционизм и привести к смене внешнеполитической стратегии.
Фукуяма также подписывает очередное письмо PNAC, теперь уже адресованное Дж. Бушу-младшему. Участники проекта поддерживают президентскую инициативу по бескомпромиссной борьбе с терроризмом и предлагают свои идеи: 1) захват или убийство Усамы бен Ладена и его помощников; 2) военные действия в Афганистане или поддержка антиталибских сил; 3) поддержка иракской оппозиции и свержение режима Саддама Хусейна; 4) борьба с Хезболлой и перекрытие её финансовых источников со стороны Сирии и Ирана; 5) уничтожение террористических группировок на территории Палестины; 6) увеличение расходов на военные силы.
Эта установка была реализована в правление нового президента — Дж. Буша-младшего. Большинство исследователей отмечают факт взаимосвязи внешней политики администрации Буша именно с неоконсерваторами. Доминирующим является утверждение о непосредственном влиянии и участии неоконсерваторов в формировании американской внешней политики. Так или иначе, по словам самого Фукуямы, все его неоконсервативные друзья оказались у власти. Сам Фукуяма после прихода Буша-младшего к власти получает должность эксперта в Президентском совете по биоэтике (2001—2005). Эта работа настолько увлекает учёного, что он пишет книгу «Наше постчеловеческое будущее».
После провала проекта государственного строительства в Ираке, Фукуяма пересматривает свои первоначальные позиции. В конце 2004 года он присоединяется к хору критиков действий администрации Буша и покидает лагерь неоконсерваторов. Разрыв ученого с бывшими друзьями и отказ поддерживать внешнюю политику Белого Дома начинается со статьи «Неоконсервативный момент» в National Interest, направленной против Ч. Краутхаммера. В ноябре 2004 года, на президентских выборах, Ф. Фукуяма голосует за Дж. Керри, кандидата от демократической партии. Он уходит из консервативных журналов Foreign Affairs, National Interest и начинает издавать собственный журнал American Interest (переводится как «Американский интерес»). В редколлегию нового журнала политолог приглашает Збигнева Бжезинского, помощника президента Дж. Картера по национальной безопасности в 1977-81; Элиота Коэна, доктора философских наук, бывшего сотрудника Штаба планирования министерства обороны; Джозефа Джоффа, профессора политических наук в Стэнфорде, международных связей в Гарварде; и Сэмьюэля Хантингтона. Круг интересов периодического издания включает в себя вопросы стратегического, экономического, культурного и исторического плана. Кроме того, American Interest выступает с критикой унилатералисткого подхода во внешней политике.
В октябре 2018 года Фукуяма заявляет, что «социализму нужно вернуться» и признает правоту Маркса в некоторых вопросах: «На данном этапе мне кажется, что некоторые вещи, о которых говорил Карл Маркс, оказываются правдой. Он говорил о кризисе перепроизводства… о том, что рабочие обнищают, а спрос будет недостаточным». Но всё же единственным государственным устройством, способным на равных соперничать с либеральной демократией, Фукуяма считает не социализм, а капитализм по типу современного Китая.

### Книги
- Конец истории и последний человек / англ. The End of History and the Last Man (1992)
- Доверие: Социальные добродетели и путь к процветанию / англ. Trust: The Social Virtues and the Creation of Prosperity (1995)
- Великий разрыв: Человеческая природа и воспроизводство социального порядка / англ. The Great Disruption: Human Nature and the Reconstitution of Social Order (1999)
- Наше постчеловеческое будущее: Последствия биотехнологической революции / англ. Our Posthuman Future: Consequences of the Biotechnology Revolution (2002)
- Сильное государство: Управление и мировой порядок в XXI веке / англ. State-Building: Governance and World Order in the 21st century (2004)
- Америка на распутье: Демократия, власть и неоконсервативное наследие[англ.] / англ. America at the Crossroads: Democracy, Power, and the Neoconservative Legacy (2006)
- Отставание: Объясняя разрыв в развитии между Латинской Америкой и США [под общ. редакцией] / англ. Falling Behind: Explaining the Development Gap Between Latin America and the United States [editor] (2008)
- Государственный порядок: От доисторических времен до французской революции[англ.] / англ. The Origins of Political Order: From Prehuman Times to the French Revolution (2011)
- Угасание государственного порядка: От промышленной революции к глобализации демократии[англ.] / англ. Political Order and Political Decay: From the Industrial Revolution to the Globalisation of Democracy (2014)
- Идентичность: Стремление к признанию и политика неприятия / англ. Identity: The Demand for Dignity and the Politics of Resentment (2018)
- Либерализм и его недостатки / англ. Liberalism and Its Discontents (2022)

### Издания

#### Отдельные книги
- The End of History and the Last Man. Free Press, 1992. ISBN 0-02-910975-2

1. Фукуяма, Ф. Конец истории и последний человек = англ. The End of History and the Last Man / пер. с англ. М. Б. Левина; под общ. ред. Е. А. Барзова, Г. Г. Мурадян. — М. : АСТ, 2004. — 592 с. — (Ермак. Сер. Philosophy). — 5000 экз. — ББК 87.6. — УДК 1/14(G). — ISBN 978-5-17-021219-4.
2. Фукуяма, Ф. Конец истории и последний человек = англ. The End of History and the Last Man / пер. с англ. М. Б. Левина; под ред. Е. А. Барзова, Г. Г. Мурадян. — 2-е изд. — М. : АСТ, 2010. — 592 с. — (Полиграфиздат. Сер. Психология). — 3000 экз. — ББК 87.6. — УДК 1/14(G). — ISBN 978-5-17-059140-4.
3. Фукуяма, Ф. Конец истории и последний человек = англ. The End of History and the Last Man / пер. с англ. М. Б. Левина; под ред. Н. Никитенко. — 3-е изд. — М. : АСТ, 2015. — 576 с. — (Политика). — ББК 87.3(7Сое). — УДК 1(73)(G). — ISBN 978-5-17-089637-0.

- Trust: The Social Virtues and the Creation of Prosperity. Free Press, 1995. ISBN 0-02-910976-0

1. Фукуяма, Ф. Доверие : Социальные добродетели и путь к процветанию = англ. Trust : The Social Virtues and the Creation of Prosperity / пер. с англ. Д. Павловой, В. Кирющенко, М. Колопотина; под общ. ред. М. Колопотина; посл. Д. Травина. — М. : АСТ, 2004. — 736 с. — (Ермак. Сер. Philosophy). — 5000 экз. — ББК 87.6. — УДК 316.6(G). — ISBN 978-5-17-024084-8.
2. Фукуяма, Ф. Доверие : Социальные добродетели и путь к процветанию = англ. Trust : The Social Virtues and the Creation of Prosperity / пер. с англ. М. В. Колопотина, В. В. Кирющенко, Д. Б. Павловой; под ред. М. В. Колопотина. — 2-е изд. — М. : АСТ, 2008. — 736 с. — 1500 экз. — ББК 87.6. — УДК 316.6(G). — ISBN 978-5-17-051211-9.

- The Great Disruption: Human Nature and the Reconstitution of Social Order. Free Press. 1999. ISBN 0-684-84530-X

1. Фукуяма, Ф. Великий разрыв = англ. The Great Disruption : Human Nature and the Reconstitution of Social Order / пер. с англ. под общ. ред. А. В. Александровой. — М. : АСТ, 2003. — 480 с. — (Ермак. Сер. Philosophy). — 1240 экз. — ББК 60.5. — УДК 316.3(G). — ISBN 978-5-17-015467-4.
2. Фукуяма, Ф. Великий разрыв = англ. The Great Disruption : Human Nature and the Reconstitution of Social Order / пер. с англ. А. В. Александровой. — 2-е изд. — М. : АСТ, 2008. — 480 с. — 1500 экз. — ББК 60.5. — УДК 316.3(G). — ISBN 978-5-17-051212-6.

- Our Posthuman Future: Consequences of the Biotechnology Revolution. New York, NY: Farrar, Straus and Giroux. 2002. ISBN 0-374-23643-7

1. Фукуяма, Ф. Наше постчеловеческое будущее : Последствия биотехнологической революции = англ. Our Posthuman Future : Consequences of the Biotechnology Revolution / пер. с англ. М. Б. Левина. — М. : АСТ, 2004. — 352 с. — (Люкс. Сер. Philosophy). — 5000 экз. — ББК 87.6. — УДК 316.6(G). — ISBN 978-5-17-024038-4.
2. Фукуяма, Ф. Наше постчеловеческое будущее : Последствия биотехнологической революции = англ. Our Posthuman Future : Consequences of the Biotechnology Revolution / пер. с англ. М. Б. Левина. — 2-е изд. — М. : АСТ, 2008. — 352 с. — (Philosophy). — 1500 экз. — ISBN 978-5-17-024038-8.

- State-Building: Governance and World Order in the 21st century. Ithaca, NY: Cornell University Press. 2004. ISBN 0-8014-4292-3

1. Фукуяма, Ф. Сильное государство : Управление и мировой порядок в XXI веке = англ. State-Building : Governance and World Order in the 21st Century / пер. с англ. О. Э. Колесникова, Н. Г. Кротовской, В. С. Кулагиной-Ярцевой, Е. Г. Рудневой, М. А. Султановой, Е. Н. Фединой, Н. А. Цыркун; под общ. ред. О. Э. Колесникова. — М. : АСТ, 2006. — 224 с. — (Хранитель. Сер. Philosophy). — 3000 экз. — ББК 87.6. — УДК 1/14(G). — ISBN 978-5-17-035130-5.
2. Фукуяма, Ф. Сильное государство : Управление и мировой порядок в XXI веке = англ. State-Building : Governance and World Order in the 21st Century / пер. с англ. О. Э. Колесникова, Н. Г. Кротовской, В. С. Кулагиной-Ярцевой, Е. Г. Рудневой, М. А. Султановой, Е. Н. Фединой, Н. А. Цыркун; под общ. ред. О. Э. Колесникова. — 2-е изд. — М. : АСТ, 2010. — 224 с. — (Полиграфиздат. Сер. Психология). — 3000 экз. — ББК 87.6. — УДК 1/14(G). — ISBN 978-5-17-059150-3.

- America at the Crossroads: Democracy, Power, and the Neoconservative Legacy. New Haven, CT: Yale University Press. 2006. ISBN 0-300-11399-4

1. Фукуяма, Ф. Америка на распутье : Демократия, власть и неоконсервативное наследие = англ. America at the Crossroads : Democracy, Power, and the Neoconservative Legacy / пер. с англ. А. Георгиева; под общ. ред. Е. А. Барзова, Г. Г. Мурадян. — М. : АСТ, 2007. — 288 с. — (Хранитель. Сер. Philosophy). — 3000 экз. — ББК 87.6. — УДК 1/14(G). — ISBN 978-5-17-040686-9.
2. Фукуяма, Ф. Америка на распутье : Демократия, власть и неоконсервативное наследие = англ. America at the Crossroads : Democracy, Power, and the Neoconservative Legacy / пер. с англ. А. Г. Георгиева. — 2-е изд. — М. : АСТ, 2008. — 288 с. — 1500 экз. — ББК 87.6. — УДК 1/14(G). — ISBN 978-5-17-051213-3.

- The Origins of Political Order: From Prehuman Times to the French Revolution. New York, NY: Farrar, Straus and Giroux. 2011. ISBN 978-1-846-68256-8

1. Фукуяма, Ф. Государственный порядок = англ. The Origins of Political Order : From Prehuman Times to the French Revolution / пер. с англ. В. Л. Гончарова; под ред. Н. Никитенко. — М. : АСТ, 2015. — 688 с. — (Политика). — ББК 66.0. — УДК 32.001(G). — ISBN 978-5-17-086453-9.

- Political Order and Political Decay: From the Industrial Revolution to the Globalisation of Democracy. New York: Farrar, Straus and Giroux. 2014. ISBN 978-0-374-22735-7

1. Фукуяма, Ф. Угасание государственного порядка = англ. Political Order and Political Decay : From the Industrial Revolution to the Globalisation of Democracy / пер. с англ. К. М. Королева; под ред. Н. Никитенко. — М. : АСТ, 2017. — 704 с. — (Политика). — ББК 63.3(0). — УДК 94(100)(G). — ISBN 978-5-17-089270-9.

- Identity: The Demand for Dignity and the Politics of Resentment. New York: Farrar, Straus and Giroux. 2018.

1. Фукуяма, Ф. Идентичность : Стремление к признанию и политика неприятия = англ. Identity : The Demand for Dignity and the Politics of Resentment / пер. с англ. А. Соловьева. — М. : Альпина Паблишер, 2019. — 256 с. — 3000 экз. — ББК 66.041.12. — УДК 323.2(G). — ISBN 978-5-9614-2666-3.

- Liberalism and Its Discontents. New York: Farrar, Straus and Giroux. 2022.

#### Сборники
- Falling Behind: Explaining the Development Gap Between Latin America and the United States (editor). New York, NY: Oxford University Press. 2008. ISBN 978-0-19-536882-6

1. Фукуяма, Ф. Отставание = англ. Falling Behind : Explaining the Development Gap Between Latin America and the United States : сб / пер. с англ. А. Георгиева; под ред. А. Денисова. — М. : АСТ, 2012. — 480 с. — (Philosophy). — 2000 экз. — ББК 63.3(7Сое)+63.3(70). — УДК 94(73)+94(8)(G). — ISBN 978-5-271-43093-0.

- Фукуяма, Ф. Мировая либеральная революция : сб // Триумф глобализма. Конец истории или начало? : сб / Ф. Фукуяма, Ф. Бродель ; пер. с англ. М. Б. Левина, пер. с фр. Л. Е. Куббеля. — М. : Эксмо, 2019. — С. 11—199. — 240 с. — (Родина. Сер. Философский поединок). — ISBN 978-5-907149-37-3.
- Фукуяма, Ф. Слабость сильных государств : сб // Россия — тысяча лет одиночества : сб / Ф. Фукуяма, А. Д. Тойнби, Р. Пайпс ; пер. с англ. М. Б. Левина, Ю. Новикова, Е. Д. Жаркова; под ред. О. В. Селина. — М. : Эксмо, 2020. — С. 101—285. — 304 с. — (Родина. Сер. Философский поединок). — ISBN 978-5-907255-63-0.
- Фукуяма, Ф. Россия на распутье : сб. — М. : Эксмо, 2023. — 224 с. — (Родина. Сер. Конец истории?). — ББК 66.4. — УДК 327(G). — ISBN 978-5-00180-725-4.

### Статьи и интервью
- Фукуяма Ф. Строительство государств: пособие для начинающих.
- Фукуяма Ф. Конец истории и последний человек // Вопросы философии : журнал. — 1990. — № 3. — С. 134–148. — ISSN 0042-8744.
- Фукуяма Ф. Наследие неоконсерватизма — отрывок из книги Ф. Фукуямы «Америка на распутье. Демократия, власть и неоконсервативное наследие» («America at the Crossroads: Democracy, Power, and the Neoconservative Legacy»)
- Фукуяма Ф. Неоконсерватизм в его нынешнем виде я принять не могу 26 февраля 2006, «The Guardian», Великобритания
- Интервью газете Sueddeutsche Zeitung 5 октября 2004
- Будущее фундаментализма
- Главенство культуры
- Фукуяма Ф. Конец истории?
- Конфуцианство и демократия
- Жизнь после истории (интервью)
- Опасный попутчик (комментарии к работе Г. Нодия «Национализм и демократия»)
- Соединённый Штат
- Началась ли история опять? Часть 1 Часть 2
- Фукуяма понимает антиамериканистов (Интервью интернет-газете «Избранное», 15.06.2007)
- Столкновение культур и американская гегемония. // Журнал <БЕЗ ТЕМЫ> (недоступная ссылка)
- Доверие: социальные добродетели и сотворение благоденствия
- Будущее Истории, (оригинальная публикация в Foreign Affairs, переведено на русский ПолиСМИ)
- Где «восстание слева»? (Интервью газете «Шпигель»), 1.02.2012
- Зачем нам всем нужны персональные дроны?, Financial Times, 24.02.2012
- Две Европы (статья в «The American Interest»), 08.05.2012
- Консерваторы и государство (статья в «The American Interest»), 26.08.2012
- Странное отсутствие государства в политологии (статья в «The American Interest»), 02.10.2012
- Демократия и коррупция (статья в «The American Interest»), 05.10.2012
- Социальные последствия биотехнологических новаций // Человек  / пер. с англ. Б. Н. Гайдина. — 2008. — № 2. — С. 80—88.
- Фрэнсис Фукуяма о выборах в США, олигархах и Путине //BBC. 29 октября 2012
- Фрэнсис Фукуяма: трудное время для демократии и упадок США //BBC. 24 сентября 2014
- Фукуяма: Россия — государство сильное только в смысле применения силы //BBC. 7 ноября 2016
- Фрэнсис Фукуяма. «Путин фундаментально ошибается» // Новая газета. — 2019. — № 95. — С. 12—13.